# Obadele Thompson
Obadele Thompson, né le 30 mars 1976 à Saint-Michael à la Barbade, est un athlète barbadien spécialiste du sprint .
En 1994, il est détenteur du record du monde junior du 100 m.
Le 13 avril 1996 à El Paso au Texas, Thompson court à l'époque le 100 m le plus rapide de l'histoire, en 9 s 69. Néanmoins, ce temps est réalisé avec un vent favorable de +5,0 m/s ou +5,7 m/s , bien au-dessus de la limite autorisée par l'IAAF de 2,0 m/s. En conséquence, le temps d'Obadele Thompson n'est alors pas officiellement reconnu,. Ce temps est battu douze ans plus tard par Tyson Gay qui court en 9 s 68 avec un vent de +4,1 m/s lors des sélections américaines 2008. Encore une fois, le vent était trop important pour homologuer ce temps. Les 9 s 69 de Thompson sont finalement égalées en conditions régulières par Usain Bolt aux Jeux olympiques 2008, avec +0,0 m/s de vent. Par la suite, Bolt améliore ce temps sur 100 m en 9 s 58 (+0,9 m/s), record du monde actuel, le 16 août 2009 à Berlin.
Souvent malheureux dans les compétitions mondiales en plein air, échouant à cinq reprises au pied du podium, il est récompensé de sa grande régularité lors des Jeux olympiques 2000 à Sydney où il obtient la troisième place du 100 m, devenant ainsi le premier Barbadien médaillé olympique. Quelques jours plus tard, il termine 4e, en finale du 200 mètres en 20 s 20, derrière Ato Boldon, 3e, également en 20 s 20.
Il prend part aux Jeux olympiques d'Athènes mais doit se contenter d'une septième place en finale du 100 m (10 s 10) derrière notamment les trois américains Justin Gatlin, Maurice Greene, Shawn Crawford et le Portugais Francis Obikwelu.
Obadele Thompson épouse le 24 février 2007 la sprinteuse américaine Marion Jones,.

## Palmarès

### Jeux olympiques d'été
- Jeux olympiques d'été de 1996 à Atlanta ( États-Unis)
  - 4e de la finale du 200 m
- Jeux olympiques d'été de 2000 à Sydney ( Australie)
  -  Médaille de bronze du 100 m
  - 4e de la finale du 200 m
- Jeux olympiques d'été de 2004 à Athènes ( Grèce)
  - 7e de la finale du 100 m
  - 4e de la finale du 200 m

### Championnats du monde
- Championnats du monde 1997 à Athènes ( Grèce)
  - 6e de la finale du 200 m
- Championnats du monde 1999 à Séville ( Espagne)
  - 4e de la finale du 100 m
  - 4e de la finale du 200 m

### Championnats du monde en salle
- Championnats du monde en salle 1999 à Maebashi ( Japon)
  -  Médaille d'argent du 200 m

### Jeux du Commonwealth
- Jeux du Commonwealth de 1998 à Kuala Lumpur ( Malaisie)
  -  Médaille de bronze sur 100 m

### Jeux d'Amérique centrale et des Caraïbes
- 1998 à Maracaibo ( Venezuela)
  -  Médaille d'or du 100 m en 10 s 20